# Король Артур (Пёрселл)
«Король Артур, или Британский герой» (Z 628; англ. King Arthur, or The British Worthy), Семи-опера в пяти действиях на музыку Генри Пёрселла и либретто Джона Драйдена. Впервые исполнена в Королевском театре Дорсет-гарден, в Лондоне, в конце мая или в начале июня 1691 года.

## История создания
Сюжет основан скорее на сказаниях о битвах Короля Артура с саксами, чем на легенде о Камелоте (несмотря на то, что среди действующих лиц присутствует Мерлин). «Король Артур» создавался Пёрселлом с самого начала как семиопера, а не был переработкой драматического произведения. До настоящего времени музыка «Короля Артура» сохранилась не в полном объёме. При жизни композитора партитура не публиковалась.
Драйден, вероятно, написал либретто «Короля Артура» в 1684 году, к двадцатипятилетию Реставрации. Первоначальный текст не сохранился, известно, что это был спектакль в трёх действиях с аллегорическим прологом. Драйден отказался от намерения положить весь текст на музыку и использовал пролог для оперы «Альбион и Альбанус», написанной испанским композитором Луисом Грабу. В феврале 1685 года король Карл II умер, постановка музыкальной трагедии «Альбион и Альбанус» в июне того же года, когда произошло восстание Монмута, была неудачной, и Драйден некоторое время не работал для музыкального театра.

## Роли
| Роль                                   | Голос                     | Исполнитель на премьере, май/июнь? 1691 |
| -------------------------------------- | ------------------------- | --------------------------------------- |
| Король Артур                           | разговорная роль          | Томас Беттертон                         |
| Освальд, Король Кента, сакс и язычник  | разговорная роль          | Джозеф Вильямс                          |
| Конон, Герцог Корнуолла, данник Артура | разговорная роль          | Джон Ходжсон                            |
| Мерлин                                 | разговорная роль          | Эдвард Кинастон                         |
| Осмонд, волшебник, сакс и язычник      | разговорная роль          | Сэмюэль Сэндфорд                        |
| Аурелиус, друг Артура                  | разговорная роль          | John Verbruggen ("Alexander")           |
| Альбанакт, капитан гвардии Артура      | разговорная роль          | Уильям Боуэн                            |
| Guillamar, друг Освальда               | разговорная роль          | Джозеф Харрис                           |
| Эммелина, дочь Конона                  | разговорная роль          | Энн Брейсгёрдл                          |
| Матильда, служанка Эммелины            | разговорная роль          | Миссис Ричардсон                        |
| Филидель, Дух Воздуха/Купидон          | сопрано                   | Шарлотта Батлер                         |
| Гримбальд, Дух Земли                   | бас или баритон?          | Джон Боуман                             |
| Жрецы-саксы                            | бас (или баритон) и тенор | Джон Боуман (одна из ролей)             |
| Две Валькирии                          | сопрано и альт            |                                         |
| Воин-бритт                             | тенор                     |                                         |
| Пастухи и пастушки                     | тенор, два сопрано/хор    |                                         |
| Гений Холода                           | бас                       |                                         |
| Две Сирены                             | сопрано                   |                                         |
| Три Нимфы                              | сопрано                   |                                         |
| Эол                                    | бас                       |                                         |
| Нереида                                | сопрано                   |                                         |
| Пан                                    | бас                       |                                         |
| Венера                                 | сопрано                   |                                         |
| He (in Mr. Howe's song)                | бас                       |                                         |
| She (in Mr. Howe's song)               | сопрано                   |                                         |
| Комус                                  | бас                       |                                         |
| Честь                                  | сопрано                   |                                         |

## Содержание
Согласно Кертису Прайсу, опера была, вероятно, отражением кризиса, порождённого попыткой ввести Билль об отводе. Спор о том, кто будет наследовать Карлу II: его брат-католик, Джеймс, герцог Йоркский, или герцог Монмут, его незаконнорожденный сын, но протестант, разделил страну. Фракцию, поддерживающую Джеймса, назвали тори, тех, что стояли за Монмута — виги. Последних возглавлял граф Шефтсбери. Драйден был убежденным тори и уже высмеял Шефтсбери и других вигов в своём стихотворении «Авесаллом и Ахитофель» (1681). В интерпретации Прайса в образе короля Артура представлен Карл II, бритты — это тори, саксы — виги. Освальд — герцог Монмут, а Осмонд/Гримбальд — граф Шефтсбери. Филидель — маркиз Галифакс, умеренный политик, которым восхищался Драйден (он посвятил издание «Короля Артура» Галифаксу). Эммелина персонифицирует «национальную совесть».

### Акт 1
Сцена 1
Музыкальные номера
- 1. Увертюра
- 2. Ария
- 3. Увертюра

Бритты готовятся к решающей битве, наконец станет ясно, кто будет управлять их землёй: христианин Артур или язычник сакс Освальд. Бритты уже победили саксов в десяти боях, к тому же в день Святого Георгия, было предзнаменование: им сопутствует удача. Конон, герцог Корнуолла, объясняет происхождение войны. Освальд сватается к его дочери, слепой Эммелине, но она отвергает его, потому что влюблена в Артура.
Освальда поддерживает волшебник Осмонд, которому подчиняются два духа — Гримбальд, дух земли, и Филидель, дух воздуха.
Сцена 2
Сцена представляет собой языческое капище: на пьедесталах стоят изваяния трёх саксонских богов Одина, Тора, Фрейи. Перед ними жертвенник.
Музыкальные номера
- 4. «Woden, first to thee» (тенор, бас и хор)
- 5. «The white horse neigh’d aloud» (тенор и альт)
- 6. «The lot is cast, and Tanfan (нем.) pleas’d» (сопрано)
- 7. «Brave souls, to be renown’d in story» (хор)
- 8. «I call you all to Woden’s hall» (альт и хор)

Освальд и Осмонд приносят в жертву лошадей и просят богов помочь победить в предстоящем бою. Осмонд признаёт, что Филидель, убеждённый Мерлином, начинает помогать бриттам.
Сцена 3
Бой между бриттами и саксами происходит за кулисами. Бритты выигрывают сражение, саксы бегут с поля боя. Победители исполняют песню триумфа:
- 9. «Come if you dare» (тенор и хор)

### Акт 2
Сцена 1
Сердобольный Филидель жалеет тех солдат, которые отдали свои жизни в битве. Мерлин прибыл в своей колеснице и приказывает Филиделю сказать ему, кто он есть. Филидель объясняет: он это дух воздухе и один из падших ангелов, но он раскаялся. Он покидает Осмонда и присоединяется к Мерлину. Филидель сообщает Мерлину, что Гримбальд планирует обмануть бриттов, сбить их с пути, чтобы они утонули в реках или упали со скал. Мерлин оставляет Филиделю свою группу духов, чтобы вывести бриттов из ловушки. Гримбальд прибывает под видом пастуха, ведущего Артура и его людей. Филидель и Гримбальд наперебой стараются завоевать доверие Артура:
Музыкальные номера
- 10. «Hither this way» (хор)
- 11. «Let not a moonborn elf deceive thee» (Гримбальд)
- 12. «Hither this way» (хор)
- 13. «Come follow me» (Филидель и духи)

Сцена 2
Освальд с помощью Гримбальда похищает Эммелину и её служанку Матильду.
Сцена 3
Группа бриттов продолжает бой.
Сцена 4
Артур вступает в переговоры с Освальдом и умоляет его вернуть Эммелину, предлагая ему землю от реки Медуэй до Северна, но Освальд отказывается.
Музыкальные номера
- 17. Second Act Tune: Air

### Акт 3
Сцена 1
Артур и его люди нападают на замок Освальда, но Осмонд создал «Волшебный лес», который мешает бриттам подойти к замку. Мерлин обещает помочь Артуру освободить Эммелину и восстановить её зрение с помощью магического зелья.
Сцена 2
Дремучий лес
Гримбальд пленяет Филиделя, когда он разведывал путь через лес для Мерлина. Филидель заколдовывает Гримбальда, и тот не может сдвинуться с места. Мерлин передаёт Филиделю пузырёк со снадобьем, который дух использует, чтобы избавить Эммелину от слепоты. Эммелина поражена миром, открывшимся перед её глазами. Заклинания Мерлина также позволяют Артуру и Эммелине встретиться на мгновение, но Эммелина не будет свободна, пока зачарованный лес не будет уничтожен.
Осмонд пытается завоевать расположение Эммелины, показывая ей маску, в которой действуют духи.
Музыкальные номера
- 18. Прелюдия
- 19. «What ho! thou genius of this isle» (Купидон будит Гения Холода, представляющего Зиму).
- 20. «What Power art thou, who from below…» (Гений Холода неохотно пробуждается)[3]
- 21. «Thou doting fool» (Купидон)
- 22. «Great Love, I know thee now» (Гений Холода признаёт власть любви)
- 23. «No part of my dominion shall be waste» (Купидон)
- 24. Прелюдия
- 25. «See, see, we assemble» (Хор и танец Холодного народа)
- 26. «'Tis I that have warm’d ye» (Cupid, followed by ritornello and chorus of Cold People: «'Tis Love that has warm’d us»)
- 27. «Sound a parley» (Cupid and Cold Genius, followed by ritornello and chorus)

Но Эммелина неприступна, крики Гримбальда прерывают представление. Осмонд уходит, чтобы освободить Гримбальда, обещая Эммелине вернуться.
- 28. Third Act Tune: Hornpipe

### Акт 4
Сцена 1
Освобожденный Гримбальд предупреждает Осмонда, что Артур приближается к очарованному лесу, а Мерлин совладал с чарами Осмонда. Осмонд решает остановить Артура не страхом, а обольщением.
Сцена 2Лес
Мерлин оставляет Артура на входе в лес с Филиделем, который будет служить ему проводником.  Артур слышит обольстительную песню двух Сирен, купающихся в речном потоке.
Музыкальный номер
- 29. «Two Daughters of this Aged Stream are we»

Поначалу поддавшись соблазну, Артур вскоре понимает, что это — иллюзия. Затем нимфы и лешие появляются с пением и танцами из-за деревьев.
Музыкальный номер
- 30. Passacaglia: «How happy the lover»

Артур снова устоял: он начинает рубить дерево своим мечом, кровь льется из него, и ему слышно, как Эммелина кричит от боли. Это убеждает Артура, что Эммелина была превращена в дерево Осмондом. Артур пытается обнять дерево, однако Филидель доказывает ему, что это ещё одна уловка Гримбальда. Филидель пленяет Гримбальда, Артур срубает дерево, чары рассеяны, путь к замку Освальда свободен. Филидель ведёт Гримбальда в цепях.
- 31. Fourth Act Tune: Air

### Акт 5
Сцена 1
Теперь, когда магия разрушена, Осмонд боится приближения Артура. Он убеждает Освальда биться с Артуром.
Сцена 2
32. Trumpet tune
Бритты во главе с Артуром готовятся к штурму замка. Освальд выходит биться один на один с Артуром: победителю достанется рука Эммелины и корона. Они сражаются, и Артур обезоруживает Освальда. Артур дарует ему жизнь, с тем, чтобы Освальд и его саксы должны вернулись в Германию: «brook no Foreign Power/ To Lord it in a Land, Sacred to Freedom.» Осмонд вместе с Гримбальдом заключены в темницу. Артур воссоединился с Эммелиной, и пьеса заканчивается торжественной маской.
Завершающая маска: Мерлин вызывает видение Британии, окружённой океаном. Четыре Ветра поднимают бурю, которую усмиряет Эол:
Музыкальные номера
- 33. Ye Blust’ring Brethren of the Skies (Эол)

позволение Британии подняться островом из морской пучины с рыбаками у её ног.
- 34. Symphony (Танец моряков)
- 35. Round thy Coasts, Fair Nymph of Britain (Дуэт Пана и Нереиды)
- 36. For Folded Flocks, on Fruitful Plains (Trio of male voices)
- 37. Your hay it is Mow’d, and your Corn is Reap’d (Comus and peasants)
- 38. Fairest Isle (Венера)
- 39. You say 'tis love (Duet for «He» and «She»; according to the printed libretto, the words were written by «Mr. Howe»)
- 40. Trumpet Tune (Warlike Consort) (Merlin reveals the Order of the Garter)
- 41. Saint George, the Patron of our Isle (Honour и хор)
- 42. Chaconne (Маска завершается «большим танцем»)